# Too Busy to Work (film 1939)
Too Busy to Work è un film del 1939 diretto da Otto Brower. La sceneggiatura si basa sul lavoro teatrale Your Uncle Dudley di Howard Lindsay e Bertrand Robinson (presentato a Broadway il 18 novembre 1929) e su The Torchbearers di George Kelly (30 agosto 1922) e sui personaggi creati da Katharine Kavanaugh.

## Produzione
Le riprese del film, prodotto dalla Twentieth Century Fox Film Corporation con il titolo di lavorazione The Little Theater, durarono dal 5 agosto fino alla fine dello stesso mese.

## Distribuzione
Il copyright del film, richiesto dalla Twentieth Century-Fox Film Corp., fu registrato il 17 novembre 1939 con il numero LP9459.
Distribuito dalla Twentieth Century Fox Film Corporation, uscì nelle sale cinematografiche USA il 17 novembre 1939.